# Haut commissaire pour la Sicile
Le Haut-commissaire pour la Sicile est une fonction créée par le royaume d'Italie pour gouverner la Sicile à partir de 1944. Il a également été maintenu par la République italienne de 1946 à 1947, date des premières élections régionales.

## Historique
Le 11 février 1944, le gouvernement de la Sicile est transféré de l'Amgot, qui l'exerce depuis le débarquement allié sur l'île, vers le royaume d'Italie, dirigé par le gouvernement Badoglio, et confié à un haut-commissaire civil pour la Sicile. Celui-ci est formellement établi par le décret-loi royal no 91 du 18 mars 1944 .
La cérémonie de remise du pouvoir se déroule à Palerme, entre le colonel américain Charles Poletti et le ministre de l'Intérieur de Badoglio Vito Reale, en présence des neuf préfets des provinces de l'île.
Entre le 21 avril et le 28 décembre 1944, le haut commissaire est assisté d'un conseil consultatif, institué par le même décret, composé de neuf puis six membres, nommés par décret du président du conseil des ministres, parmi les membres de la Consulta Regionale Siciliana, « conseil régional » consultatif dans lequel siègent, à partir de décembre 1944, 36 représentants des partis de la Comité de libération nationale régional et des syndicats siciliens, qui avait pour tâche de réfléchir au statut d'autonomie de la région sicilienne (décret législatif no 416 du 28 décembre 1944).
Le premier haut-commissaire nommé est Francesco Musotto, un socialiste proche des séparatistes. Le premier conseil consultatif comprend Salvatore Aldisio (DC, Caltanissetta), Salvatore Altomonte (PLI, Messine), Andrea Guarnieri (PLI, Palerme), Bernardo Mattarella (DC, Trapani), Enrico La Loggia (Partito demolaborista, Agrigente), Salvatore Monteforte (PdA, Syracuse), Giuseppe Montalbano (PCI, Agrigente), Vincenzo Luigi Saitta (Partito demosociale, Catane) et Francesco Taormina (PSI, Palerme). 
Avec la libération de Rome et le retour au royaume d'Italie, Musotto est remplacé par Salvatore Aldisio, l'un des fondateurs de la Démocratie chrétienne, qui conduit la Sicile vers une autonomie spéciale.
Après la proclamation du statut spécial, le 15 mai 1946, et la naissance de la région sicilienne, Aldisio considère sa tâche accomplie et devient ministre de la marine marchande du gouvernement De Gasperi II et III. Les hauts-commissaires successifs gèrent la transition jusqu'à la constitution du premier gouvernement régional, élu par l'Assemblée régionale sicilienne, le 30 mai 1947, présidé par Giuseppe Alessi.

## Tâches
Le Haut Commissaire sur le territoire de l'île :
- il supervise toutes les administrations de l'État, civiles et militaires, ainsi que les organismes et instituts publics, et en général tous les organismes soumis à la protection ou à la surveillance de l'État ;
- il dirige et coordonne l'action des préfets et autres autorités civiles de l'île et assure leur unité de direction ;
- il participe sans vote délibératif aux sessions du Conseil des ministres traitant des questions concernant la Sicile.

Il dirige notamment l'Inspection générale de la sécurité publique en Sicile qui lutte contre les formations séparatistes clandestines comme l'EVIS et le banditisme qui infestent l'île, et coordonne l'action de celle-ci avec les questures provinciales.

## Hauts commissaires
| Haut-Commissaire | Haut-Commissaire | Haut-Commissaire                     | Parti                     | Mandat          | Mandat            | Premier ministre | Premier ministre |
| Haut-Commissaire | Haut-Commissaire | Haut-Commissaire                     | Parti                     | Début           | Fin               | Premier ministre | Premier ministre |
| ---------------- | ---------------- | ------------------------------------ | ------------------------- | --------------- | ----------------- | ---------------- | ---------------- |
|                  |                  | Francesco Musotto (1881-1961)        | Parti socialiste italien  | 30 mars 1944    | 18 juin 1944      |                  | Pietro Badoglio  |
| 18 juin 1944     | 16 juillet 1944  | Francesco Musotto (1881-1961)        | Parti socialiste italien  |                 | Ivanoe Bonomi     |                  |                  |
|                  |                  | Salvatore Aldisio (1890-1964)        | Démocratie chrétienne     | 17 juillet 1944 | Ivanoe Bonomi     | 19 juin 1945     |                  |
| 21 juin 1945     | 10 décembre 1945 | Salvatore Aldisio (1890-1964)        | Démocratie chrétienne     |                 | Ferruccio Parri   |                  |                  |
| 10 décembre 1945 | 18 avril 1946    | Salvatore Aldisio (1890-1964)        | Démocratie chrétienne     |                 | Alcide De Gasperi |                  |                  |
|                  |                  | Igino Coffari (1874-1960)            | Indépendant               | 19 avril 1946   | Alcide De Gasperi | 3 août 1946      |                  |
|                  |                  | Paolo D'Antoni (intérim) (1895-1982) | Démocratie chrétienne     | 6 août 1946     | Alcide De Gasperi | 31 octobre 1946  |                  |
|                  |                  | Giovanni Selvaggi (1889-1954)        | Parti républicain italien | 1 novembre 1946 | Alcide De Gasperi | 30 mai 1947      |                  |